# Betta simplex
Betta simplex (лат.) — вид лабиринтовых рыб из семейства макроподовых (Osphronemidae). Эндемик провинции Краби, Таиланд. Он обитает в карстовых источниках и водно-болотных угодьях, где встречается вблизи берегов среди растительности. Этот вид может достигать длины 8 см. Betta simplex можно встретить в продаже в качестве аквариумных рыбок и для этой цели их отлавливают в дикой природе. В Красной книге МСОП обозначен как «вид на грани исчезновения» из-за чрезмерной эксплуатации и разрушения её ограниченного места обитания по причине загрязнения и преобразования окружающих земель для ведения сельского хозяйства.

## Внешний вид и строение
Взрослая Betta simplex имеет продолговатое тело и закруглённые плавники. Длина тела до 8 см. Фоновый окрас — желтовато-коричневый или серо-коричневый с тремя слабо выраженными продольными полосками. Чешуя на жаберных крышках голубовато-зелёная, а плавники отливают голубым. Брюшные плавники короткие, а анальный плавник длинный, с темным краем. Хвостовой плавник округлой формы.

## Распространение и место обитания
Этот вид известен из единственной местности в провинции Краби (Таиланд), где общая площадь его ареала составляет менее 10 км². Он обитает в карстовой зоне, где вода течет из водоносных горизонтов через карстовый известняк с образованием бассейнов и потоков чистой, нейтральной и щелочной воды. Рыбы обычно собираются под нависающей растительностью в ручьях и канавах.

## Экология
Betta simplex относится к отряду Anabantiformes, отличающемуся тем, у них в голове есть особый лабиринтовый орган, похожий на легкие, что позволяет им получать кислород прямо из воздуха. По этой причине они могут жить в воде с очень небольшим количеством растворенного кислорода и могут прожить некоторое время без воды пока не пересохнут.
Betta simplex вероятно, питается насекомыми, ракообразными, другими мелкими беспозвоночными и зоопланктоном. У этой рыбы самцы заботятся о потомстве; самец берёт оплодотворенные икринки в рот и держит их там, пока не проклюнутся мальки.

## Угрозы для вида
Betta simplex имеет очень маленький ареал, что ставит его под угрозу из-за разрушения среды обитания химикатами из сельскохозяйственных угодий и туризмом. Этому виду угрожает также чрезмерная эксплуатация, при этом рыба собирается для продажи аквариумистам и используется в качестве приманки при ловле угрей. По этим причинам в Красной книге МСОП Betta simplex обозначен как «вид на грани исчезновения».